# Rojec
Rojec je priimek več znanih Slovencev:
- Aleš Rojec (1941—200?), umetnostni zgodovinar, prevajalec
- Anton Rojec (*1937), župan, pravnik
- Fran Rojec - Selski (1867—1939), mladinski pisatelj, dramatik, publicist in risar
- Franc Rojec (1879—1922), kovač, posestnik in soustanovitelj Kmečko-delavske hranilnice
- Franc (Franjo) Rojec (1914—1994), ljudski pesnik in glasbenik (carinski uradnik)
- Ivan Rojec (1866—1928), duhovnik in krščanskosocialistični politik
- Ivo Rojec, jadralec (Čupa, Sesljan)
- Josip Rojec (1881—1920), okrajni sodnik
- Lojze Rojec (1913—1990), urbanist in politik
- Matej Rojec (*1989), veslač
- Matija Rojec (*1953), ekonomist
- Vlado Rojec (1898—1967), čebelar, publicist in urednik